# Ciro Capobianco
Ciro Capobianco (Napoli, 4 dicembre 1960 – Roma, 7 dicembre 1981) è stato un poliziotto italiano, caduto vittima alla stazione del Labaro in via Flaminia in un conflitto a fuoco con un commando di terroristi di estrema destra, appartenenti ai Nuclei Armati Rivoluzionari.

## Biografia
Entrato nella Polizia di Stato da appena un anno (nel 1980), dopo aver frequentato la Scuola Allievi di Bolzano, nel 1981 Capobianco prestava servizio presso la Questura di Roma.
Il 5 dicembre 1981 la Giulietta della polizia con a bordo l'agente Capobianco e altri due agenti, in servizio a Roma sulla via Flaminia, nei pressi del quartiere Labaro venne assaltata da una Fiat 131 con a bordo quattro terroristi dei NAR: il commando era formato da Alessandro Alibrandi, Walter Sordi, Ciro Lai e Pasquale Belsito, alla ricerca di una pattuglia da disarmare. Nel violento conflitto a fuoco che ne seguì, il ventunenne agente Capobianco venne ferito ai polmoni: dopo lo scontro i terroristi abbandonarono la 131 per appropriarsi della pattuglia dove ancora giaceva Capobianco ferito. Il poliziotto venne abbandonato ancora a bordo dell'auto pochi chilometri dopo, quando i terroristi rubarono una 128 gialla. Al ritrovamento venne trasportato d'urgenza in ospedale, ma morirà due giorni dopo.
A terra, dopo il conflitto a fuoco, rimarrà anche Alibrandi: raggiunto alla testa da un colpo sparato alle sue spalle, perirà poche ore dopo. Gli altri terroristi riuscirono invece a darsi alla fuga e a dileguarsi. Verranno poi tutti, in seguito, arrestati, processati e condannati per concorso in attentato con finalità terroristiche.